# Kabinet-De Geer I
Dit artikel geeft een overzicht van alle ministers die actief waren tijdens de regeerperiode van het kabinet-De Geer I. Het kabinet werd op 8 maart 1926 beëdigd en werd demissionair op 3 juli 1929. Het kabinet bestond uit een aantal onafhankelijke ministers. De Geer zelf was lid van de CHU. 

## Ambtsbekleders
| Ambtsbekleders                               | Ambtsbekleders                          | Ambtsbekleders                                          | Ministers / Ministerie | Ministers / Ministerie              | Termijn                                      | Partij                |
| -------------------------------------------- | --------------------------------------- | ------------------------------------------------------- | ---------------------- | ----------------------------------- | -------------------------------------------- | --------------------- |
|                                              | D.J. (Dirk Jan) de Geer                 | jhr.mr. D.J. (Dirk Jan) de Geer (1870–1960)             | Voorzitter             | Voorzitter                          | 8 maart 1926 – 10 augustus 1929              | CHU                   |
| Minister                                     | D.J. (Dirk Jan) de Geer                 | jhr.mr. D.J. (Dirk Jan) de Geer (1870–1960)             | Financiën              | 8 maart 1926 – 26 mei 1933          |                                              | CHU                   |
|                                              | J.B. (Jan) Kan                          | mr. J.B. (Jan) Kan (1873–1947)                          | Minister               | Binnenlandse Zaken en Landbouw      | 8 maart 1926 – 10 augustus 1929              | O (Sociaal- Liberaal) |
|                                              | H.A. (Herman) van Karnebeek             | jhr.mr.dr. H.A. (Herman) van Karnebeek (1874–1942)      | Minister               | Buitenlandse Zaken                  | 9 september 1918 – 1 april 1927 (afgetreden) | O (Oud- Liberaal)     |
|                                              | F. (Frans) Beelaerts van Blokland       | jhr.mr. F. (Frans) Beelaerts van Blokland (1872–1956)   | Minister               | Buitenlandse Zaken                  | 1 april 1927 – 20 april 1933                 | CHU                   |
|                                              | J. (Jan) Donner                         | mr.dr. J. (Jan) Donner (1891–1981)                      | Minister               | Justitie                            | 8 maart 1926 – 26 mei 1933                   | ARP                   |
|                                              | J.R. (Jan Rudolph) Slotemaker de Bruine | dr. J.R. (Jan Rudolph) Slotemaker de Bruine (1869–1941) | Minister               | Arbeid, Handel en Nijverheid        | 8 maart 1926 – 10 augustus 1929              | CHU                   |
|                                              | L.A. (Louis) van Royen                  | L.A. (Louis) van Roijen (1865–1946)                     | Minister               | Oorlog / Marine                     | 8 maart 1926 – 24 april 1926 (afgetreden)    | O (Liberaal)          |
|                                              | J.M.J.H. (Johan) Lambooy                | J.M.J.H. (Johan) Lambooy (1874–1942)                    | Minister               | Oorlog / Marine                     | 24 april 1926 – 1 september 1928             | RKSP                  |
| Defensie                                     | J.M.J.H. (Johan) Lambooy                | J.M.J.H. (Johan) Lambooy (1874–1942)                    | Minister               | 1 september 1928 – 10 augustus 1929 |                                              | RKSP                  |
|                                              | M.A.M. (Marius) Waszink                 | mr. M.A.M. (Marius) Waszink (1881–1943)                 | Minister               | Onderwijs, Kunsten en Wetenschappen | 8 maart 1926 – 10 augustus 1929              | RKSP                  |
|                                              | H. (Hendrik) van der Vegte              | mr. H. (Hendrik) van der Vegte (1868–1933)              | Minister               | Waterstaat                          | 8 maart 1926 – 10 augustus 1929              | ARP                   |
|                                              | J.Ch. (Jacob) Koningsberger             | dr. J.Ch. (Jacob) Koningsberger (1867–1951)             | Minister               | Koloniën                            | 8 maart 1926 – 10 augustus 1929              | O (Liberaal)          |
| Bron: Kabinet-De Geer I Parlement & Politiek |                                         |                                                         |                        |                                     |                                              |                       |

Schimmelpenninck ·
De Kempenaer-Donker Curtius ·
Thorbecke I ·
Van Hall-Donker Curtius ·
Van der Brugghen ·
Rochussen ·
Van Hall-Van Heemstra ·
Van Zuylen van Nijevelt-Van Heemstra ·
Thorbecke II ·
Fransen van de Putte ·
Van Zuylen van Nijevelt ·
Van Bosse-Fock ·
Thorbecke III ·
De Vries-Fransen van de Putte ·
Heemskerk-Van Lynden van Sandenburg ·
Kappeyne van de Coppello ·
Van Lynden van Sandenburg ·
Heemskerk Azn. ·
Mackay ·
Van Tienhoven ·
Röell ·
Pierson ·
Kuyper ·
De Meester ·
Heemskerk ·
Cort van der Linden ·
Ruijs de Beerenbrouck I ·
Ruijs de Beerenbrouck II ·
Colijn I ·
De Geer I ·
Ruijs de Beerenbrouck III ·
Colijn II ·
Colijn III ·
Colijn IV ·
Colijn V ·
De Geer II ·
Gerbrandy I ·
Gerbrandy II ·
Gerbrandy III ·
Schermerhorn-Drees ·
Beel I ·
Drees-Van Schaik ·
Drees I ·
Drees II ·
Drees III ·
Beel II* ·
De Quay ·
Marijnen ·
Cals ·
Zijlstra* ·
De Jong ·
Biesheuvel I ·
Biesheuvel II* ·
Den Uyl ·
Van Agt I ·
Van Agt II ·
Van Agt III* ·
Lubbers I ·
Lubbers II ·
Lubbers III ·
Kok I ·
Kok II ·
Balkenende I ·
Balkenende II ·
Balkenende III* · 
Balkenende IV ·
Rutte I ·
Rutte II · 
Rutte III ·
Rutte IV ·  
Schoof

* rompkabinet